# كينان فاز
كينان فاز (12 سبتمبر 1991 في الهند - ) هو لاعب كريكت هندي.

## وصلات خارجية
- كينان فاز على موقع إي آس بي آن كريك إنفو (الإنجليزية)